# Championnats du monde de descente de canoë-kayak 2008
Navigation
Championnats du monde de descente 2006 Championnats du monde de descente 2010
Les 26e championnats du monde de descente en canoë-kayak de 2006 se sont tenus à Ivrée, dans la ville métropolitaine de Turin, au Piémont en Italie du 5 au 8 juin 2008, sous l'égide de la Fédération internationale de canoë.
C'est la 1re fois que la ville d'Ivrée accueille ces championnats. La manifestation sportive s'est deroulée dans le stade de la canoë d'Ivrée dans les eaux de la Doire Baltée.

## Podiums

### Course classique

#### K1
| Rang               | Athlète              | Pays      | Temps |
| ------------------ | -------------------- | --------- | ----- |
| Médaille d'or      | Maximilian Benassi   | Italie    |       |
| Médaille d'argent  | Stephan Stiefenhöfer | Allemagne |       |
| Médaille de bronze | Schmid Gerhard       | Australie |       |

| Rang               | Athlète | Pays      | Temps |
| ------------------ | ------- | --------- | ----- |
| Médaille d'or      |         | Tchéquie  |       |
| Médaille d'argent  |         | Allemagne |       |
| Médaille de bronze |         | France    |       |

| Rang               | Athlète             | Pays      | Temps |
| ------------------ | ------------------- | --------- | ----- |
| Médaille d'or      | Sabine Eichenberger | Suisse    |       |
| Médaille d'argent  | Katerina Vacikova   | Tchéquie  |       |
| Médaille de bronze | Manuela Stöberl     | Allemagne |       |

#### C1
| Rang               | Athlète              | Pays      | Temps |
| ------------------ | -------------------- | --------- | ----- |
| Médaille d'or      | Emil Milihram        | Croatie   |       |
| Médaille d'argent  | Stephan Stiefenhöfen | Allemagne |       |
| Médaille de bronze | Guillaume Alzingre   | France    |       |

| Rang               | Athlète | Pays      | Temps |
| ------------------ | ------- | --------- | ----- |
| Médaille d'or      |         | Allemagne |       |
| Médaille d'argent  |         | Tchéquie  |       |
| Médaille de bronze |         | France    |       |

#### C2
| Rang               | Athlète                           | Pays      | Temps |
| ------------------ | --------------------------------- | --------- | ----- |
| Médaille d'or      | Ulich Andree Patrick Dresch       | Allemagne |       |
| Médaille d'argent  | Olivier Pourteyron Pascal Reyes   | France    |       |
| Médaille de bronze | Cyril Leblond Stéphane Santamaria | France    |       |

| Rang               | Athlète | Pays      | Temps |
| ------------------ | ------- | --------- | ----- |
| Médaille d'or      |         | France    |       |
| Médaille d'argent  |         | Allemagne |       |
| Médaille de bronze |         | Slovaquie |       |

### Course sprint

#### K1
| Rang               | Athlète      | Pays     | Temps |
| ------------------ | ------------ | -------- | ----- |
| Médaille d'or      | Lovro Leban  | Slovénie |       |
| Médaille d'argent  | Gérard Rudy  | France   |       |
| Médaille de bronze | Tomas Slovak | Tchéquie |       |

| Rang               | Athlète | Pays     | Temps |
| ------------------ | ------- | -------- | ----- |
| Médaille d'or      |         | Slovénie |       |
| Médaille d'argent  |         | Autriche |       |
| Médaille de bronze |         | Italie   |       |

| Rang               | Athlète            | Pays      | Temps |
| ------------------ | ------------------ | --------- | ----- |
| Médaille d'or      | Nathalie Gastineau | France    |       |
| Médaille d'argent  | Petra Slovakova    | Tchéquie  |       |
| Médaille de bronze | Sabine Füsser      | Allemagne |       |

| Rang               | Athlète | Pays        | Temps |
| ------------------ | ------- | ----------- | ----- |
| Médaille d'or      |         | France      |       |
| Médaille d'argent  |         | Royaume-Uni |       |
| Médaille de bronze |         | Allemagne   |       |

#### C1
| Rang               | Athlète        | Pays     | Temps |
| ------------------ | -------------- | -------- | ----- |
| Médaille d'or      | Vladi Panato   | Italie   |       |
| Médaille d'argent  | Jost Zakraisek | Slovénie |       |
| Médaille de bronze | Jan Stastnv    | Tchéquie |       |

| Rang               | Athlète | Pays      | Temps |
| ------------------ | ------- | --------- | ----- |
| Médaille d'or      |         | France    |       |
| Médaille d'argent  |         | Tchéquie  |       |
| Médaille de bronze |         | Allemagne |       |

#### C2
| Rang               | Athlète                           | Pays     | Temps |
| ------------------ | --------------------------------- | -------- | ----- |
| Médaille d'or      | Matus Kunhart Peter Soska         | Slovénie |       |
| Médaille d'argent  | Frédéric Momot Michael Didier     | France   |       |
| Médaille de bronze | Cyril Leblond Stéphane Santamaria | France   |       |

| Rang               | Athlète | Pays      | Temps |
| ------------------ | ------- | --------- | ----- |
| Médaille d'or      |         | France    |       |
| Médaille d'argent  |         | Tchéquie  |       |
| Médaille de bronze |         | Slovaquie |       |

## Tableau des médailles
| Rang  | Nation      | Or | Argent | Bronze | Total |
| ----- | ----------- | -- | ------ | ------ | ----- |
| 1     | France      | 5  | 3      | 5      | 13    |
| 2     | Slovénie    | 3  | 1      | 0      | 4     |
| 3     | Allemagne   | 2  | 4      | 4      | 10    |
| 4     | Italie      | 2  | 0      | 1      | 3     |
| 5     | Tchéquie    | 1  | 5      | 2      | 8     |
| 6     | Croatie     | 1  | 0      | 0      | 1     |
| -     | Suisse      | 1  | 0      | 0      | 1     |
| 8     | Autriche    | 0  | 1      | 0      | 1     |
| 9     | Royaume-Uni | 0  | 1      | 0      | 1     |
| 10    | Slovaquie   | 0  | 0      | 2      | 2     |
| 11    | Australie   | 0  | 0      | 1      | 1     |
| Total | Total       | 15 | 15     | 15     | 45    |